# Assassini dei giorni di festa
Pour plus de détails, voir Fiche technique et Distribution.
Assassini dei giorni di festa est un film italo-espagnol réalisé par Damiano Damiani, sorti en 2002.

## Fiche technique
- Titre : Assassini dei giorni di festa
- Réalisation : Damiano Damiani
- Scénario : Giovanni Ammendola et Giampaolo Serra d'après le livre de Marco Denevi
- Musique : Giuseppe D'Onghia
- Pays d'origine : Italie - Espagne
- Format : Couleurs - Stéréo
- Genre : comédie
- Date de sortie : 2002

## Distribution
- Carmen Maura : Illuminata
- Riccardo Reim : Patrizio
- Domenico Fortunato : Onorato
- Agnese Nano : Meneranda